# Helmsley
Helmsley – miasto w Wielkiej Brytanii, w Anglii, w hrabstwie North Yorkshire, położone nad rzeką Rye, na granicy parku narodowego North York Moors. W 2001 r. miasto to zamieszkiwało 1570 osób.